# Бета (тропічний шторм)
Тропічний шторм «Бета» (англ. Tropical Storm Beta)  – тропічний циклон, що приніс сильні дощі, повені та сувору погоду на південний схід Сполучених Штатів у вересні 2020 року. Двадцять друга тропічна депресія і двадцять третій тропічний шторм рекордного сезону атлантичних ураганів 2020 року.
Великий характер шторму і його повільний рух привели до того, що численні райони уздовж узбережжя Мексиканської затоки протягом декількох днів піддавалися сильному прибою і високим хвилях, в той час як проливні дощі і штормові нагону торкнулися райони, які вже намагалися оговтатися від попередніх тропічних циклонів, таких як урагани Лаура і Саллі. Кілька вулиць, шосе і навіть міжштатних автомагістралей в Х'юстоні були закриті через повінь. Луїзіана, Міссісіпі, Алабама, Джорджія, Кароліни все вони постраждали від повеней і рвучких вітрів. Підтверджено один смертельний результат в Техасі через шторм Бета. Загальний збиток від циклону оцінюється як мінімум в 400 мільйонів доларів.

## Метеорологічна історія

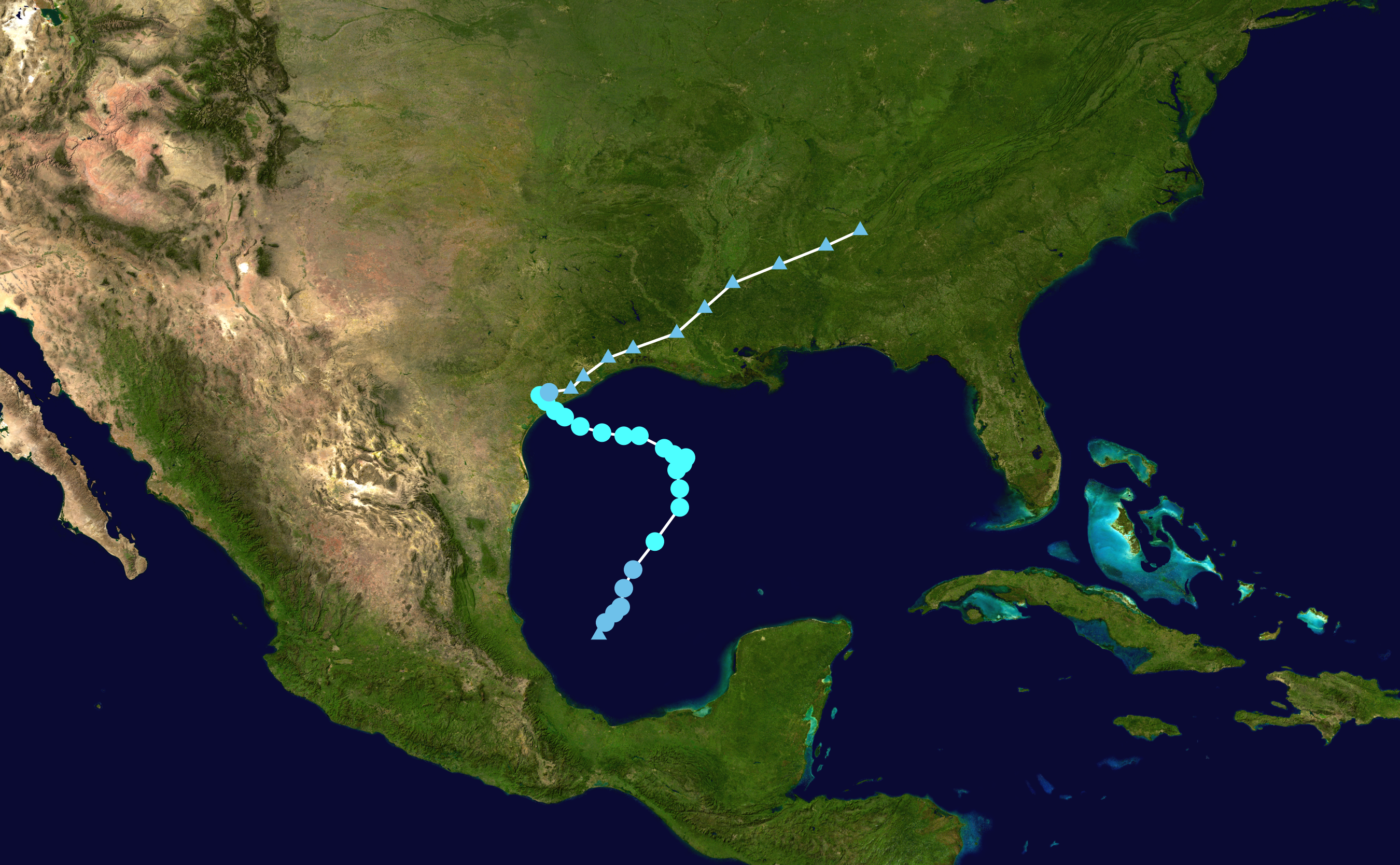
Карта шляху і інтенсивності Тропічного шторму Бета за шкалою Саффіра–Сімпсона

Національний центр ураганів (NHC) почав стежити за зоною низького тиску в 12:00 UTC 10 вересня. Розвиток системи сталося, як почав повільно повертати на південно - захід 14 вересня. Проте заворушення тривали і перемістилися на південний захід, в південно-західну частину Мексиканської затоки, де вони почали формуватися, коли Саллі перейшла на південний схід США рано вранці 16 вересня. На наступний день мисливці за ураганами виявив замкнуту циркуляцію, оскільки грози тривали близько центру, NHC ініціював рекомендації по тропічної депресії 22 17 вересня о 23:00 UTC. О 21:00 UTC 18 вересня система перетворилася в тропічний шторм Бета, Що стала найбільш раннім сформованим 23-м тропічним або субтропічним штормом в сезон ураганів в Атлантиці, перевершивши стару позначку 22 жовтня, встановлену Тропічним штормом Альфа в 2005 році.
Незважаючи на вплив зсуву вітру та сухого повітря, шторм продовжував посилюватися, досягнувши максимальної інтенсивності 60 миль в годину (95 км/ч) і тиску 994 мбар (29,36 дюйма ртутного стовпа) о 15:00 UTC 19 вересня. Однак він став майже нерухомим після повороту на захід через Мексиканську затоку. Це викликало ослаблення через триваюче негативний вплив сухого повітря і зсуву вітру призвело до дезорганізації шторму, хоча швидкість вітру залишилася колишньою завдяки кордоні відтоку. Після шторм рушив на північний схід конвекція Бети продовжувала розпадаться, оскільки шторм рухався із заходу на північний захід, а центр реформувався на захід. Структура Бети ще більше погіршилася, коли навколо її центру обернулися стійкі шарувато-купчасті хмари холодного повітря. Коли Бета наблизилася до узбережжя Техасу, вона трохи ослабла, перш ніж вийти на берег на півострові Матагорда о 04:00 UTC 22 вересня із вітром 45 миль в годину (75 км / ч) і тиском 999 мб (29,50 дюйма рт. Ст.). Після цього Бета ще більше ослабла, упавши до статусу тропічної депресії о 15:00 UTC. Потім він знову став майже нерухомим, перш ніж повернути на схід і трохи ослабнути, в результаті чого NHC випустив свої остаточні рекомендації і поклав майбутні консультативні функції на Центр прогнозування погоди (WPC). Потім о 03:00 UTC 23 вересня Бета перетворилася в посттропічний циклон і прискорилася на північний схід, пройшовши через Луїзіану і Міссісіпі в Північну Алабами. Центр став менш визначальним, і загроза сильних дощів зменшилася, і WPC випустив свої остаточні рекомендації о 09:00 UTC 25 вересня.

## Підготовка та наслідки
Попередження були випущені по більшій частині берегової лінії від Техасу - Мексика кордону до південної центральної Луїзіані напередодні шторму. У зв'язку з проблемами особливо вразливих районів навколо Х'юстона і Галвестона міськими та окружними владою було оголошено кілька добровільних евакуацій. Попередження про повені були випущені по всьому Техасу і Луїзіані, коли шторм наблизився до прибережного Техасу, а потім досяг берега. Коли шторм перемістився вглиб території Луїзіани, для південної і східної частини штату, а також для південної частини Міссісіпі були попередження про торнадо.

Тропічний шторм Бета здійснює вихід на берег перед ослабленням на півдні США з 19 по 23 вересня.

У другій половині дня 21 вересня для округу Галвестон, штат Техас, було випущено попередження про торнадо, проте підтвердження про торнадо не було. Був також випущений ряд попереджень про раптові повені, оскільки дощові смуги почали безперервно переміщатися по одним і тим же районах. 23 вересня сприятливі атмосферні умови викликали шквал торнадо, сильну грозу і попередження, оскільки залишки шторму перемістилися через Луїзіану в Міссісіпі.

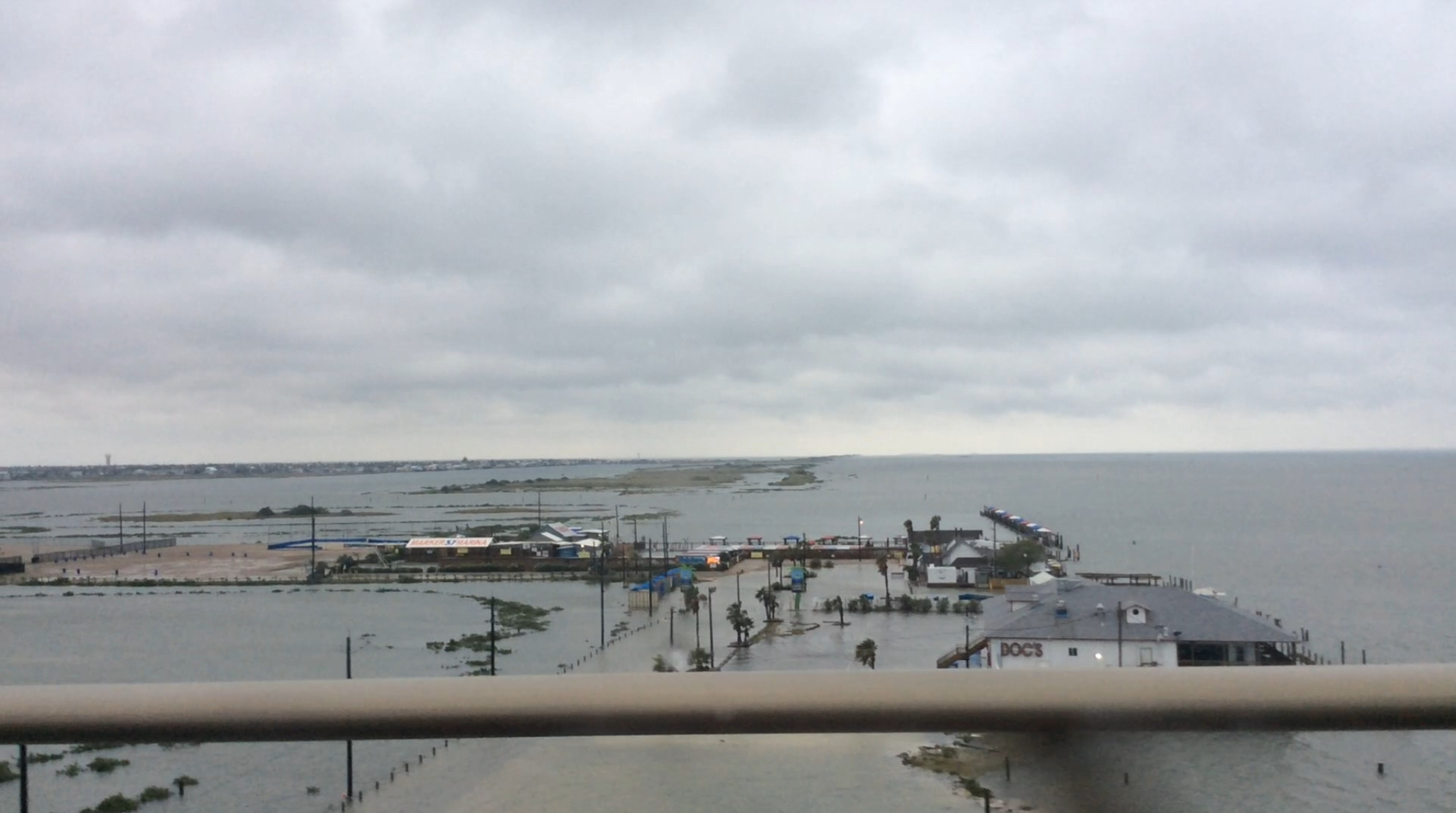
Берегові повені з боку Бета в Корпус-Крісті, штат Техас, з Меморіальної доріжки Джона Кеннеді

Сильний прибій і високі хвилі з Бети зруйнували частина пірсу в Галвестоні, штат Техас, в той час як штормові нагону залишили під водою багато районів узбережжя Техасу. Приблизно під час виходу на берег в Порт-Лавака був зафіксований порив вітру зі швидкістю 77 км/год. Частини автомагістралей I-69 і TX 288 були закриті через повені, і команди рятувальників при паводку відгукнулися на десятки викликів про допомогу. На той час, коли 22 вересня Бета перетворилася в тропічну депресію, в Х'юстоні було проведено понад 100 рятувальних операцій під час паводку, так як частини міста виявилися сильно затоплені через велику кількість опадів, що випали ураганом, що перевищують 9 дюймів (22 см) в деяких частинах міста. Десятки вулиць і автомагістралей в місті, в тому числі ділянки I-69, I-45, а також TX 288 і 290, були закриті швидко піднімається водою. Чиновники закликали жителів залишатися вдома і по можливості уникати водіння. Велика природа шторму також принесла сильні дощі в Луїзіану, яка все ще відновлювалася після ряду інших систем, які вплинули на штат протягом сезону. Губернатор Техасу Грег Ебботт оголосив про стихійні лиха в 29 округах, а губернатор Луїзіани Джон Бел Едвардс оголосив надзвичайний стан. Зниклий рибалка. Сильні дощі, повені та рвучкі вітри також вплинули на Міссісіпі, Теннессі, Арканзас, Алабами і Джорджії. Залишки шторму стали причиною невеликого суворого погодного явища в Кароліні 25 вересня з сильними грозами, що викликали пошкодження від вітру і надзвичайно значним градом діаметром до 2,25 дюйма (5,7 см). Торнадо EF0 також було підтверджено в Міртл-Біч, Південна Кароліна.